# Ace of Spades (videojuego)
Ace of Spades fue un videojuego de disparos en primera persona basado en el motor gráfico Voxlap desarrollado y publicado por Jagex. Fue inicialmente creado por Ben Askoy y lanzado como prototipo el 4 de abril de 2011. El videojuego fue adquirido por Jagex en 2012 y su versión final completa fue lanzada en diciembre de ese año. El videojuego presenta características similares a combinar Minecraft con rifles.
Tras una mala recepción de la versión de Jagex y varios lanzamientos de paquetes menores de contenido descargable, el videojuego fue cerrado en marzo de 2019.

## Desarrollo

### El prototipo de Ben Aksoy
Ace of Spades fue originalmente desarrollado por Ben Aksoy. La primera versión del juego, la Beta 0.1, fue lanzada el 4 de abril de 2011, y estuvo disponible para Microsoft Windows. Esta versión del juego era un videojuego de disparos de primera persona con un modo de juego de capturar la bandera que consistía en llevar el maletín enemigo de vuelta a la base de tu equipo. Debido a su uso del motor gráfico de voxeles y el énfasis en construir a la vez de disparar, fue reconocido por los jugadores como un "Minecraft con Rifles". Ace of Spades fue recibido de buena forma a pesar de no estar acabado y Kotaku lo consideró como "el mejor videojuego indie de 2011" y en abril de 2011, PC Gamer lo agregó a la lista de los mejores juegos para computadora gratis. Para noviembre de 2012, el juego ya había sido instalado más de 2.5 millones de veces y logró obtener más de 550,000 usuarios activos diarios.

### Versión de Jagex
Para 2012, Ace of Spades fue adquirido por la desarrolladora de videojuegos inglesa Jagex, la cual había creado una nueva versión del juego previamente para mediados de 2011. Ben Aksoy había reportado tener varios problemas financieros severos para ese entonces a pesar de que Jagex le había ofrecido un puesto en la sede oficial de la empresa en Cambridge . Ben Aksoy continuo trabajando en las oficinas de Jagex hasta finales de 2012, cuando su laptop se vio dañada por uno de los administradores de los sistemas de la empresa. De acuerdo a un ex-desarrollador formal de Ace of Spades, quien abrió un AMA de Reddit acerca del tema, Jagex proporcionó al desarrollador de trabajo por encargo Blitz Games el código de Aksoy en noviembre de 2012, pidiendo que se reescribiera dentro de las ocho semanas para cumplir con la fecha límite de Navidad 2012. Jagex declaró que habían trabajado con "un puñado de desarrolladores independientes" para terminar el juego a tiempo. Jagex anunció el nuevo Ace of Spades el 1 de noviembre de 2012, con una fecha de lanzamiento tentativa para el mes siguiente. El juego se lanzó a través de Steam para computadoras con Microsoft Windows. El 5 de diciembre de 2012 se anunció que la fecha de lanzamiento oficial sería el 12 de diciembre. Las preinscripciones para el juego se lanzaron junto con el 11 de diciembre. Un día antes del lanzamiento, Jagex informó que 500,000 usuarios se habían pre registrado para el juego. el tráiler de lanzamiento de Ace of Spades, lanzado junto con el juego en sí, destacó las características de los nuevos personajes del juego. En referencia al título del juego, el tráiler también presentó la canción homónima de Motörhead de 1980, "Ace of Spades". A diferencia de los juegos anteriores lanzados por Jagex, como RuneScape, Ace of Spades no se lanzó en un modelo gratuito y, en cambio, se proporcionó como una compra única de 9.99 dólares, descrita como "una pequeña tarifa única". Mark Gerhard, director ejecutivo de Jagex en ese momento, explicó que esto era "lo que es correcto para el juego".

### Cierre
El 3 de abril de 2018 Jagex dio a conocer de que Ace of Spades sería descontinuado. El juego dejó de venderse al instante mientras que los servidores del juego creados por usuarios seguirían estando disponibles hasta el 3 de julio. No obstante, el 2 de julio Jagex dio a conocer que la razón por la que Ace of Spades sería descontinuado era porque se dedicarían a desarrollar nuevos proyectos. Ya se tenía considerado hacer público el código fuente del juego pero finalmente decidieron retirar el juego. Tiempo después, el 1 de marzo de 2019, Jagex aclaro que publicar el juego como código abierto podría tener potenciales implicaciones legales y técnicos, a la vez aclaro que todos los servidores del juego serían cerrados oficialmente el 6 de abril de 2019.

## Recepción
El lanzamiento de Ace of Spades por parte de Jagex recibió críticas "generalmente desfavorables", según el agregador de reseñas Metacritic.

## Sucesor
El 20 de noviembre de 2014, Jagex anunció Block N Load como un sucesor gratuito de Ace of Spades. El desarrollo de Block N Load surgió de Alex Horton, director creativo de Jagex en ese momento, quien reconoció que Ace of Spades no fue "lanzado bien", por lo que le pidió a la junta de Jagex que creara un nuevo título en el mismo género.